# テレビ朝日系列朝の情報番組枠
テレビ朝日系列朝の情報番組枠（テレビあさひけいれつあさのじょうほうばんぐみわく）は、テレビ朝日をはじめとするANN系列で、毎朝放送されている情報番組の一覧のことである。

## 各番組の歴史
まだ社名が日本教育テレビ（NET）と呼ばれていた頃のテレビ朝日は制作力が他局と比して乏しく、朝7:00 - 7:30の『ANNニュースセブン』と8:30 - 9:30の『モーニングショー』との間はアニメ・特撮・児童向けドラマや『徹子の部屋』等の再放送で埋め合わせられていた。
そうした中、当時系列局だった毎日放送（MBS）は1973年4月に関西ローカルの朝番組『おはよう4チャンネル』（浜村淳司会、月曜日 - 金曜日7:20 - 8:20）を立ち上げたが、わずか半年で打ち切りとなった。
一方1975年4月にTBS系列からネットチェンジした朝日放送（ABC）はTBS系時代に『ヤング720』土曜版を制作するなど、朝7時台における生番組の必要性を認識していた。
1979年4月にABCは関西ローカルの朝番組『おはよう朝日です』を開始。これがネットチェンジ後のテレビ朝日系列における朝の情報ワイド番組第1号となる。1981年4月にはテレビ朝日も『おは朝』のフォーマットを参考にした『おはようテレビ朝日』を関東ローカルで開始する。しかしどちらもローカル編成であり、ほとんど系列局は再放送を編成していた。さらに、1987年4月6日には『おはよう名古屋テレビです』がスタート。
1986年から1987年にかけて、系列各局でも『おは朝』や『ヤジウマ新聞』（『おはようテレビ朝日』の後身）と類似コンセプトを持った早朝ローカルワイド番組が開始される。
1987年10月改編で朝7:00のニュースが6:30に移転するとともに、『ズームイン!!朝!』（日本テレビ）等と同じ7:00 - 8:30に編成した『やじうまワイド』を開始。『おは朝』も同等の編成をとるが、ローカルワイドを編成する一部系列局は7:00 - 7:30にアニメの再放送を埋め合わされていた。この頃より平成新局が相次ぎ開局するようになり、番組供給の必要性と他局への対抗上からテレビ朝日は『やじうま』の全国ネット化を志向するようになる。
1993年4月改編で『スーパーモーニング』とともに『新やじうまワイド』が開始され、この頃を境に静岡朝日テレビ・瀬戸内海放送・広島ホームテレビ等が自社制作から撤退、『やじうま』のネットへ転換していく。一方で北海道テレビ・メ〜テレ・九州朝日放送ら地方の大都市圏に放送エリアを持つ基幹局は『やじうま』の部分ネットを受けつつも、他局との差別化のためローカルワイド番組も編成し続ける。
2006年4月に早朝の情報番組枠（『朝いち!!やじうま』）を吸収・統合し、朝5時台 - 7時台を跨いだ3時間サイズの情報番組となる。これ以降現在に至るまで全国24局で放送されているが、今日の『グッド!モーニング』に至るまで全ネット局がフルネットにはならず、2023年10月現在は5:25・5:50に飛び乗り、5:59に飛び降り点を設けている。2006年当時は飛び乗り局に配慮したオープニングすらなく、コーナー開始と同時にいきなり始まる形だったが、徐々に改善されて2023年10月現在は5:25と6:00を区切りとしてオープニングが挿入されている。そのため朝日放送テレビについては、5:50 - 5:59の『ANNニュース』のみネットする形で、ほぼ全編ローカルワイド編成を維持している。
2013年9月27日をもって『やじうまテレビ!』を終了し、同年9月30日から『グッド!モーニング』を開始する。これにより、28年間続いてきた「やじうま」シリーズの番組タイトルは幕を下ろした。新聞記事コーナーは引き続き「やじうま新聞」のタイトルで存続していたが、これも2014年3月を最後に事実上消滅する。

### 土曜日
土曜朝の情報番組は、1980年に開始した静岡県民テレビ（現：静岡朝日テレビ）の『おはようしずおか715』が第1号となる。その後、朝日放送も1982年1月より『おはよう朝日土曜日です』を開始する。テレビ朝日は1997年4月に『やじうまサタデー』で初参入するが、当時は新潟テレビ21だけがネットしていた。その後平日版『やじうまワイド』に吸収されると共に、テレビ朝日の放送エリアに近い福島放送や長野朝日放送等がネットするようになる。
土曜朝の情報番組は平日版同様ローカルセールスであり、テレビ朝日制作番組のネット局以外は平日に放送するローカルワイド番組の土曜版か土曜独自の自社制作番組、系列内外の遅れネット番組（系列局制作番組の遅れネットやテレビ東京系アニメ等）、公開予定映画の宣伝番組・テレビショッピング等を放送している。

### 日曜日
2017年10月改編より、テレビ朝日・ABCテレビ・メ〜テレの共同制作による情報番組『サンデーLIVE!!』を5:50 - 8:30に開始。平日や土曜日とは違い6時20分以降は放送開始当初から全国ネット番組であるが、これは元々日曜に全国ネットで放送していたテレビ朝日・ABCテレビ・メ～テレ制作番組の放送枠を引き継いだためである。
同番組開始に伴い『題名のない音楽会』の放送時間が系列局毎に異なるようになった他（出光興産のスポンサードネットは継続）、これまで同時間帯に放送されていたアニメ・特撮番組群（ニチアサキッズタイム）について、メ～テレ制作分の終了およびテレビ朝日制作分の枠移動が発生した。
2024年10月改編よりテレビ朝日・ABCテレビ・メ〜テレ共同制作枠という枠組みや放送時間はそのままに『グッド!モーニング』日曜版に改編される。これにより全曜日同一タイトルの情報番組が編成される。

## 主な番組

### 平日
- おはようテレビ朝日（1981年3月30日 - 1985年9月27日）
- やじうまシリーズ（1985年9月30日 - 2013年9月27日）
  - ヤジウマ新聞（1985年9月30日 - 1987年9月25日）
  - やじうまワイド（1987年9月28日 - 1993年4月2日）
  - 新・やじうまワイド（1993年4月5日 - 1996年9月27日）
  - やじうまワイド（1996年9月30日 - 2002年6月28日）
  - やじうまプラス（2002年7月1日 - 2010年10月1日）
  - やじうまテレビ!（2010年10月4日 - 2013年9月27日）
- グッド!モーニング（2013年9月30日 - 放送中）

### 土曜日
- やじうまサタデー（第1期、1997年4月5日 - 1998年3月28日）
- やじうまワイド（1998年4月4日 - 2002年6月29日）
- やじうまプラス（2002年7月6日 - 2009年9月26日）
- 地球まるごとTV（2009年10月3日 - 2010年3月27日）
- やじうまサタデー（第2期、2010年4月3日 - 2010年10月2日）
- やじうまテレビ!（2010年10月9日 - 2011年9月17日）
- 城島茂の週末ナビ ココイコ!（2011年10月1日 - 2012年3月31日）
- あさナビ（2012年4月7日 - 2013年9月28日）
- みんなの疑問 ニュースなぜ太郎（2013年10月5日 - 2015年3月28日）
- 週刊ニュースリーダー（2015年4月4日 - 2024年3月23日）
- グッド!モーニング（2024年3月30日 - 放送中）

### 日曜日
- サンデーLIVE!!（テレビ朝日・朝日放送テレビ[注釈 1]・メ〜テレ共同制作、2017年10月1日 - 2024年9月29日）
- グッド!モーニング（テレビ朝日・朝日放送テレビ・メ〜テレ共同制作、2024年10月6日 - 放送中）

### 番組の移り変わり
| 期間       | 期間       | 平日               | 土曜日                        | 日曜日            |
| ---------- | ---------- | ------------------ | ----------------------------- | ----------------- |
| 1981.03.30 | 1985.09.27 | おはようテレビ朝日 | （なし）                      | （なし）          |
| 1985.09.30 | 1987.09.25 | ヤジウマ新聞       | （なし）                      | （なし）          |
| 1987.09.28 | 1993.04.02 | やじうまワイド     | （なし）                      | （なし）          |
| 1993.04.05 | 1996.09.27 | 新やじうまワイド   | （なし）                      | （なし）          |
| 1996.09.30 | 1997.03.28 | やじうまワイド     | （なし）                      | （なし）          |
| 1997.03.31 | 1998.03.28 | やじうまワイド     | やじうまサタデー（第1期）     | （なし）          |
| 1998.03.30 | 2002.06.29 | やじうまワイド     | やじうまワイド                | （なし）          |
| 2002.07.01 | 2009.09.26 | やじうまプラス     | やじうまプラス                | （なし）          |
| 2009.09.28 | 2010.03.27 | やじうまプラス     | 地球まるごとTV                | （なし）          |
| 2010.03.29 | 2010.10.02 | やじうまプラス     | やじうまサタデー（第2期）     | （なし）          |
| 2010.10.04 | 2011.09.30 | やじうまテレビ!    | やじうまテレビ!               | （なし）          |
| 2011.10.01 | 2012.03.31 | やじうまテレビ!    | 城島茂の週末ナビ ココイコ!    | （なし）          |
| 2012.04.02 | 2013.09.28 | やじうまテレビ!    | あさナビ                      | （なし）          |
| 2013.09.30 | 2015.03.28 | グッド!モーニング  | みんなの疑問 ニュースなぜ太郎 | （なし）          |
| 2015.03.30 | 2017.09.29 | グッド!モーニング  | 週刊ニュースリーダー          | （なし）          |
| 2017.10.01 | 2024.03.24 | グッド!モーニング  | 週刊ニュースリーダー          | サンデーLIVE!!    |
| 2024.03.25 | 2024.09.29 | グッド!モーニング  | グッド!モーニング             | サンデーLIVE!!    |
| 2024.09.30 | 現在       | グッド!モーニング  | グッド!モーニング             | グッド!モーニング |

## 系列局の独自制作番組
一部の系列局では5:50 - 5:59の『ANNニュース』を除き、『やじうま』シリーズ→『グッド!モーニング』を部分ネットもしくは非ネットとし、独自制作の番組を放送している。特記以外は平日の放送。

### 北海道テレビ
一部に早朝番組枠も含む。
- 気分は天気745（1986年4月7日[6] - 1987年9月25日[7]）
- 気分は天気730（1987年9月28日[8]  - 1993年4月2日[9]）
- ハイパーワイド 気分は天気（1993年4月5日[10] - 1993年9月30日[11]）
- ハーイ!朝です525（1996年4月1日[12] - 1997年3月）
- 発信!生スタ 早起きクマさん（1997年3月31日 - 1999年4月5日）
- 情報ワイド 早起きDon!Don! （1999年4月6日 - 2001年3月30日）
- eあさ545→eあさ540（2001年4月 - 2002年3月）
- あさばんっ!（2002年4月1日 - 2003年4月4日）
- おはよう!遠藤商店→朝情報 おはよう!遠藤商店（2003年4月7日 - 2006年9月22日） - 6:25から『やじうまプラス』に飛び乗りネット。
- おはよう天気HTB→おは天（2006年10月2日 - 2011年3月4日） - 同上。
- イチオシ!モーニング→イチモニ!（平日・土曜：2011年3月28日 - 放送中） - 平日の『グッド!モーニング』は5:59飛び降り。

### 岩手朝日テレビ
- ちょっといいコト! 〜土曜は朝から生放送〜（土曜：2017年11月4日 - 2021年3月27日）
- Go!Go!いわて・1部（土曜：2021年4月3日 - 放送中）

### 新潟テレビ21
- THE7（土曜：1987年10月3日 - 1994年3月26日）
- おはよう!TVくん（土曜：1994年4月2日 - 1995年3月25日）

### 静岡朝日テレビ
- おはようしずおか（土曜：1980年4月19日 - 2000年3月25日） - 土曜は『週刊ニュースリーダー』から同時ネットに移行。
- 朝です!しずおか（1987年3月31日 - 1992年3月27日） - 現在は『グッド!モーニング』を同時ネット。

### 名古屋テレビ（メ〜テレ）
一部に早朝番組枠も含む。
- おはよう名古屋テレビです（1987年4月6日 - 1988年4月1日）
- コケコッコー（1988年4月4日 - 2002年3月29日）
- どですか→特選朝いち どですか→どですか!（平日：2002年4月1日 - 2011年3月25日 / 土曜：2006年4月1日 - 2011年3月26日）
- こですか（2003年9月29日 - 2004年4月2日）
- ドデスカ!（平日：2011年3月28日 - 放送中 ）- 平日の『グッド!モーニング』は5:59飛び降り。
- デルサタ（土曜：2016年4月9日 - 2021年3月27日）
- ドデスカ!ドようびデス。（土曜：2021年4月3日 - 2024年3月30日）
- ドデスカ! (土曜日)(土曜1期：2011年4月2日 - 2016年4月2日、土曜2期：2024年4月6日 - 放送中)

### 毎日放送（腸捻転時代）
- おはよう4チャンネル（1973年4月から半年間）

### 朝日放送テレビ（ABCテレビ）
一部に早朝番組枠も含む。
- おはよう朝日です（1979年4月2日 - 放送中）
- おはよう6（1983年10月3日 - 1991年3月29日）
- Oh!天気（1991年4月1日 - 1994年9月30日）
- おはよう天気です（1994年10月3日 - 1995年9月29日）
- おはようコールABC（1995年10月2日 - 2020年10月2日） - 平日の『グッド!モーニング』は5:50飛び乗り・5:59飛び降り（実質的に『ANNニュース』のみのネット）
- おはよう朝日です 土曜日です→おはよう朝日土曜日です（土曜：1982年1月 - 放送中）

### 瀬戸内海放送
- おはようせとないかい
- モーニングKSB（1987年 - 1993年3月） - 現在は『グッド!モーニング』を同時ネット。

### 広島ホームテレビ
- HOMEフレッシュモーニング（1987年6月1日 - 1995年12月29日） - 現在は『グッド!モーニング』を同時ネット。
- 花本マサミのさわやかサタデー（土曜：1990年代 - 2000年代初期） - 土曜7:30 - 8:00枠または7:00 - 8:00枠で放送。生放送ではなく収録番組。
- 週末喫茶 アサブランカ（土曜：2014年4月5日 - 2016年3月26日） - 金曜9:55枠から移動、土曜7:30 - 8:00枠で放送。生放送ではなく収録番組。

### 山口朝日放送
- どきどきマルシェ（土曜：2013年4月6日 - 2015年3月28日）
- 土曜の目覚めはどき生てれび（土曜：2015年4月11日 - 2020年9月26日） - 翌10月より『週刊ニュースリーダー』同時ネットに移行。

### 九州朝日放送
- モーニングモーニング（1986年4月 - 1998年3月）
- 朝はポレポレ（1998年4月 - 2001年3月）
- アサデス。KBC（2001年4月2日 - 放送中） - 『グッド!モーニング』は5:25飛び乗り、6:00飛び降り。